# Isoetes pusilla
Isoetes pusilla är en kärlväxtart som beskrevs av C.R.Marsden och R.J.Chinnock. Isoetes pusilla ingår i släktet braxengräs, och familjen Isoetaceae. Inga underarter finns listade i Catalogue of Life.